# Donación nula
La donación nula surge cuando por circunstancias ventajosas u omisorias, el donatario deja en franca necesidad al donante, ó cuando el donante, sin prever las circunstancias a futuro, entrega el 100% de lo que posee al donatario. Corresponde a aquel contrato de donación que es revocado por el donante en virtud de que por no reservarse en propiedad o en usufructo los bienes necesarios para su subsistencia, así como para solventar las obligaciones a que está sujeto.

## México
En el artículo 2347 del Código Civil para el Distrito Federal se contempla lo siguiente: 

"Es nula la donación que comprenda la totalidad de los bienes del donante, si éste no se reserva en propiedad o en usufructo lo necesario para vivir según sus circunstancias."
Artículo 2347 del Código Civil para el Distrito Federal

 siendo la base que generó la tesis jurisprudencial en la materia.